# Feliniopsis indistans
Feliniopsis indistans är en fjärilsart som beskrevs av Achille Guenée 1852. Feliniopsis indistans ingår i släktet Feliniopsis och familjen nattflyn. Inga underarter finns listade i Catalogue of Life.